# Antoine Charles Étienne Paul de La Roche-Aymon
Pour les autres membres de la famille, voir Famille de La Roche-Aymon.
Antoine-Charles-Étienne-Paul, marquis de La Roche-Aymon, né le 28 février 1772 à Paris, mort le 16 mai 1849 à Paris, est un militaire et homme politique français des XVIIIe et XIXe siècles.

## Biographie
Fils d'Antoine-Charles-Guillaume (1751-1831), marquis de La Roche-Aymon, menin de « monseigneur le Dauphin » (futur Louis XVI), il entre comme surnuméraire dans les gardes du corps en 1784 et devient lieutenant dans le régiment de Foix en 1788.

### Émigration
Envoyé en mission à Naples en 1789 dans la suite de l'ambassadeur, le baron de Talleyrand, il s'engage dans l'armée napolitaine, où il ne reste pas. Après avoir visité l'Italie, il rejoint son père à Coblence et s'engage dans l'armée des princes, avec laquelle il prend part à la campagne de 1792.
En 1794, il passe au service de la Prusse, devenant aide de camp du prince Henri de Prusse, oncle du roi Frédéric-Guillaume III. En 1802, il est major dans les hussards de von Zieten puis commandant en second en 1806. Il fait la campagne d'Iéna sous les ordres de Rüchel.
Il reçoit la décoration de l'ordre de l'Aigle rouge de 1re classe.
Après la paix de Tilsit, il est l'un des réorganisateurs de l'armée prussienne, rédigeant les instructions sur le service de la cavalerie et des troupes légères. Nommé colonel en 1810, il est rappelé en France par Napoléon Ier, mais, apprenant qu'une rupture entre la France et la Prusse est imminente, il refuse de rejoindre l'armée française et retourne en Prusse, où il obtient le grade de major-général. De nouveau rappelé, il est placé sous surveillance policière, mais il parvient à se faire délivrer un passeport et se retire dans le Brandebourg, où est installée sa femme.

### Restauration
De retour en France en août 1814, il est nommé maréchal de camp et chevalier de Saint-Louis (24 août) par Louis XVIII en récompense des services rendus au roi de Prusse.
Pendant les Cent-Jours, il se retire sur ses terres, dans la Creuse.
Lors de la Seconde Restauration, il est nommé, le 17 août 1815, membre de la Chambre des pairs (comte-pair hérédiatire le 31 août 1817, sans majorat), où il siège parmi la minorité libérale, et commandant militaire du département de la Loire puis des Deux-Sèvres en 1817, de l'Eure en 1818 et de Seine-et-Oise en 1819. Aussi, son rôle au sein de la Chambre haute demeure-t-il effacé. Toutefois, lors de la discussion des lois militaires, il s'oppose au principe des enrôlements à primes.
Le 1er mai 1821, il est fait commandeur de la Légion d'honneur.

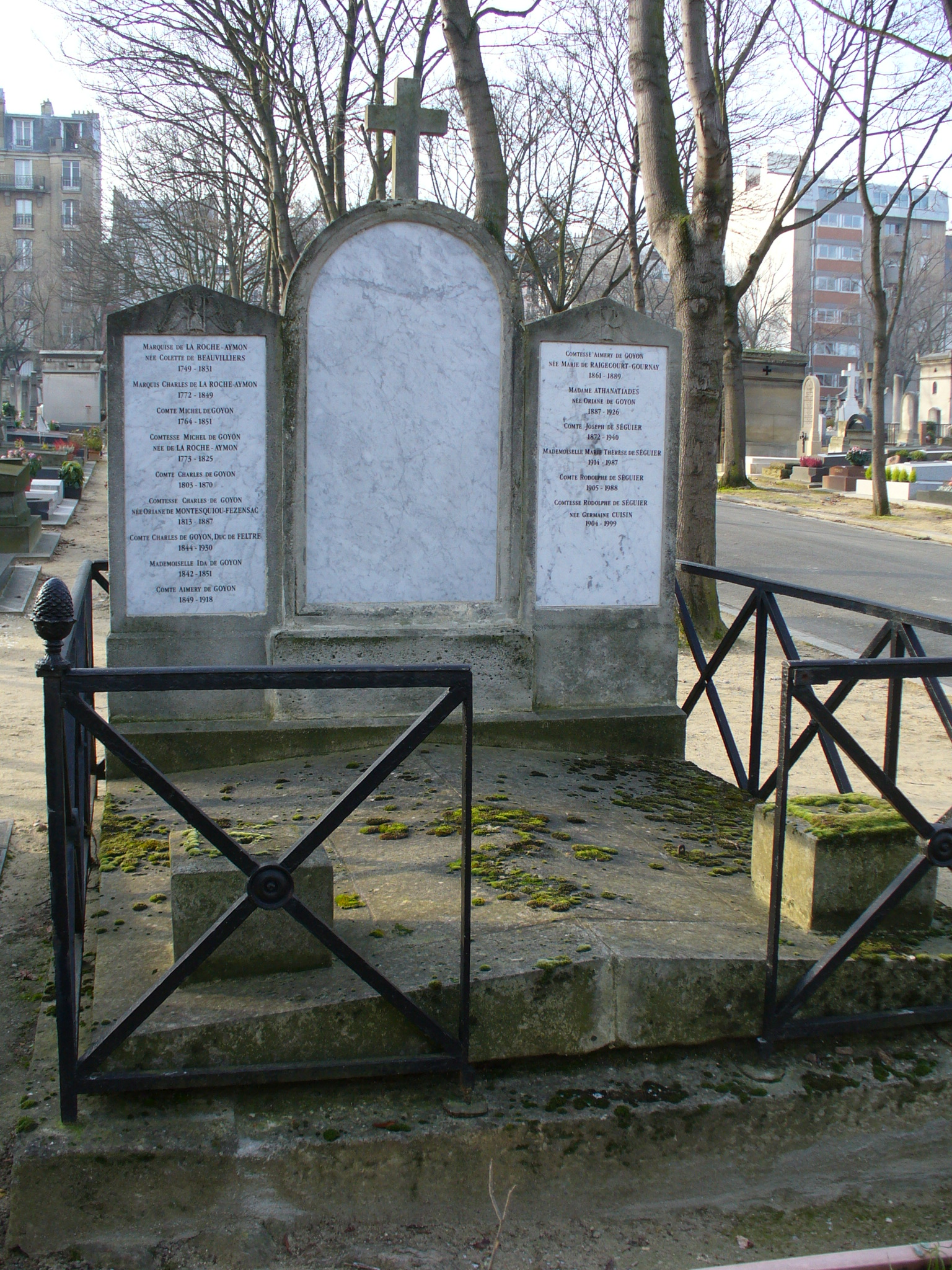
Tombe des La Roche-Aymon / Goyon (division 1)

En janvier 1823, il est désigné par le roi pour servir sous les ordres du duc d'Angoulème à l’Armée des Pyrénées (1823). Il est promu lieutenant-général après Molina del Rey, le 23 juillet 1823 et prend le commandement de la division du général Donnadieu qui occupe la Catalogne.
Après la Révolution de Juillet 1830, il prête serment à la Monarchie de Juillet. Admis à la retraite au grade de lieutenant-général, le 14 avril 1844, il siège à la Chambre des pairs jusqu'à la Révolution française de 1848.
Il a également été conseiller général de la Creuse. Il est le père de François de La Roche-Aymon.

## Armoiries
| Figure | Blasonnement |
|        | Armes du marquis de La Roche Aymon, membre de la Chambre des pairs (17 août 1815, comte-pair hérédiatire le 31 août 1817, sans majorat) De sable, semé d'étoiles d'or, au lion brochant du même, armé et lampassé de gueules., |

## Œuvres
On lui doit :
- Introduction à l'art de la guerre, Weimar, 1802-1804 (4 volumes et un atlas)
- Manuel du service de la cavalerie légère en campagne, 1821 (rééd. 1822 et 1831)
- Des troupes légères, ou réflexions sur l'organisation, l'instruction pratique et la tactique de l'infanterie et de la cavalerie légère, Paris, 1817
- De la cavalerie, Paris, 1828-1829 (3 volumes)
- Dictionnaire de la conversation (collaboration)